# 김혜성 (정치인)
김혜성(金惠聖, 1955년 10월 29일 ~ )은 대한민국의 대학 교수이며 정치가이다.

## 이력
친박연대 후보로 2008년 총선에 비례대표 9번으로 공천을 받았다. 친박연대 비례대표 1,2,3번 후보가 비례대표 공천헌금 사건으로 당선이 무효가 되자, 승계가 제한되도록 한 규정에 대해 헌법소원을 제기하여 11월 3일 의원직 승계 결정을 받아 국회의원이 됐다. 현재 미래희망연대와 한나라당이 합당한 새누리당에서 활동하고 있으며 2012년 총선에서는 공천을 받지못했다.

## 역대 선거 결과
| 실시년도 | 선거   | 대수 | 직책     | 선거구   | 정당     | 득표수      | 득표율          | 순위         | 당락 | 비고       |
| -------- | ------ | ---- | -------- | -------- | -------- | ----------- | --------------- | ------------ | ---- | ---------- |
| 2008년   | 총선   | 18대 | 국회의원 | 비례대표 | 친박연대 | 2,258,750표 | \| \| 13.18% \| | 비례대표 9번 |      | 초선, 승계 |
|          | 13.18% |      |          |          |          |             |                 |              |      |            |